# Campeonato Mundial de Bobsleigh y Skeleton de 2019
El LXIII Campeonato Mundial de Bobsleigh y Skeleton se celebró en la localidad de Whistler (Canadá) entre el 1 y el 9 de marzo de 2019 bajo la organización de la Federación Internacional de Bobsleigh y Skeleton (FIBT) y la Federación Canadiense de Bobsleigh y Skeleton.
Las competiciones se realizaron en el Centro de Deportes de Deslizamiento de la ciudad canadiense.

## Calendario
- Hora local de Whistler (UTC-8).[2]

| Fecha      | Hora        | Evento                               |
| ---------- | ----------- | ------------------------------------ |
| 1 de marzo | 17:00–19:00 | Masculino doble (carreras 1 y 2)     |
| 2 de marzo | 11:30–13:30 | Femenino doble (carreras 1 y 2)      |
| 2 de marzo | 17:00–19:00 | Masculino doble (carreras 3 y 4)     |
| 3 de marzo | 11:30–13:30 | Femenino doble (carreras 3 y 4)      |
| 3 de marzo | 16:00–16:45 | Equipo mixto                         |
| 8 de marzo | 17:00–19:00 | Masculino cuádruple (carreras 1 y 2) |
| 9 de marzo | 17:00–19:00 | Masculino cuádruple (carreras 3 y 4) |

| Fecha      | Hora        | Evento                     |
| ---------- | ----------- | -------------------------- |
| 7 de marzo | 09:00–11:15 | Masculino (carreras 1 y 2) |
| 7 de marzo | 12:30–14:30 | Femenino (carreras 1 y 2)  |
| 8 de marzo | 09:00–11:15 | Masculino (carreras 3 y 4) |
| 8 de marzo | 12:30–14:30 | Femenino (carreras 3 y 4)  |

|  | Carrera final |

## Bobsleigh
| Evento                      | Oro                                                                                         | Plata                                                                        | Bronce                                                                              |
| --------------------------- | ------------------------------------------------------------------------------------------- | ---------------------------------------------------------------------------- | ----------------------------------------------------------------------------------- |
| Masculino doble (02.03)     | Francesco Friedrich · Thorsten Margis · Alemania · 3:24,54                                  | Justin Kripps · Cameron Stones · Canadá · 3:25,13                            | Nico Walther · Paul Krenz · Alemania · 3:25,43                                      |
| Masculino cuádruple (09.03) | Francesco Friedrich · Candy Bauer · Martin Grothkopp · Thorsten Margis · Alemania · 3:21,33 | Oskars Ķibermanis Matīss Miknis Arvis Vilkaste Jānis Strenga Letonia 3:21,62 | Justin Kripps · Ryan Sommer · Cameron Stones · Benjamin Coakwell · Canadá · 3:21,78 |
| Femenino doble (03.03)      | Mariama Jamanka · Annika Drazek · Alemania · 3:30,08                                        | Stephanie Schneider · Ann-Christin Strack · Alemania · 3:31,14               | Christine de Bruin · Kristen Bujnowski · Canadá · 3:31,25                           |

## Skeleton
| Evento            | Oro                               | Plata                                   | Bronce                              |
| ----------------- | --------------------------------- | --------------------------------------- | ----------------------------------- |
| Masculino (08.03) | Martins Dukurs Letonia 3:28,11    | Nikita Tregubov · Rusia · 3:28,62       | Yun Sung-Bin Corea del Sur 3:28,99  |
| Femenino (08.03)  | Tina Hermann · Alemania · 3:33,03 | Jacqueline Lölling · Alemania · 3:33,41 | Sophia Griebel · Alemania · 3:34,20 |

## Competición por equipos
| Evento                                                                          | Oro | Plata | Bronce |
| ------------------------------------------------------------------------------- | --- | --- | --- |
| Equipo mixto skeleton masc. doble bob fem. skeleton fem. doble bob fem. (03.03) | Alemania · Christopher Grotheer · Anna Köhler / · Lisa-Sophie Gericke · Sophia Griebel · Johannes Lochner / · Marc Rademacher · 3:31,85 | Canadá · David Greszczyszyn · Christine de Bruin / · Kristen Bujnowski · Mirela Rahneva · Nicholas Poloniato / · Keefer Joyce · 3:32,00 | Estados Unidos Greg West Brittany Reinbolt / Jessica Davis Savannah Graybill Geoffrey Gadbois / Kristopher Horn 3:32,49 |

## Medallero
| Núm. | País           | Oro | Plata | Bronce | Total |
| ---- | -------------- | --- | ----- | ------ | ----- |
| 1    | Alemania       | 5   | 2     | 2      | 9     |
| 2    | Letonia        | 1   | 1     | 0      | 2     |
| 3    | Canadá         | 0   | 2     | 2      | 4     |
| 4    | Rusia          | 0   | 1     | 0      | 1     |
| 5    | Corea del Sur  | 0   | 0     | 1      | 1     |
| 5    | Estados Unidos | 0   | 0     | 1      | 1     |
|      | TOTAL          | 6   | 6     | 6      | 18    |